# Agrostis novograblenovii
Agrostis novograblenovii är en gräsart som beskrevs av N.S. Probatova. Agrostis novograblenovii ingår i släktet ven, och familjen gräs. Inga underarter finns listade i Catalogue of Life.